# Mochov (železniční zastávka)
Mochov je železniční zastávka s nákladištěm nacházející se v jižní části stejnojmenné obce v okrese Praha-východ ve Středočeském kraji. Leží na železniční trati Čelákovice–Mochov, která v tomto místě končí.
Zastávka byla do roku 2021 obsluhována několika páry osobních vlaků společnosti KŽC Doprava (linka S24), na které byly nasazovány motorové vozy řady 810. Kromě nástupiště a odpadkového koše nemá zastávka žádné další vybavení pro cestující, chybí například přístřešek nebo lavička.[zdroj?]
Železniční stanici Mochov postavila a zprovoznila v roce 1883 Rakouská společnost místních drah (Österreichische Localbahngesellschaft) pro nákladní dopravu do cukrovaru v Mochově. Trať byla dlouhá pouhé 4 km a vedla z Čelákovic do Mochova. Později, přibližně po dvou letech, převzaly provoz České obchodní dráhy.[zdroj?]

## Fotogalerie

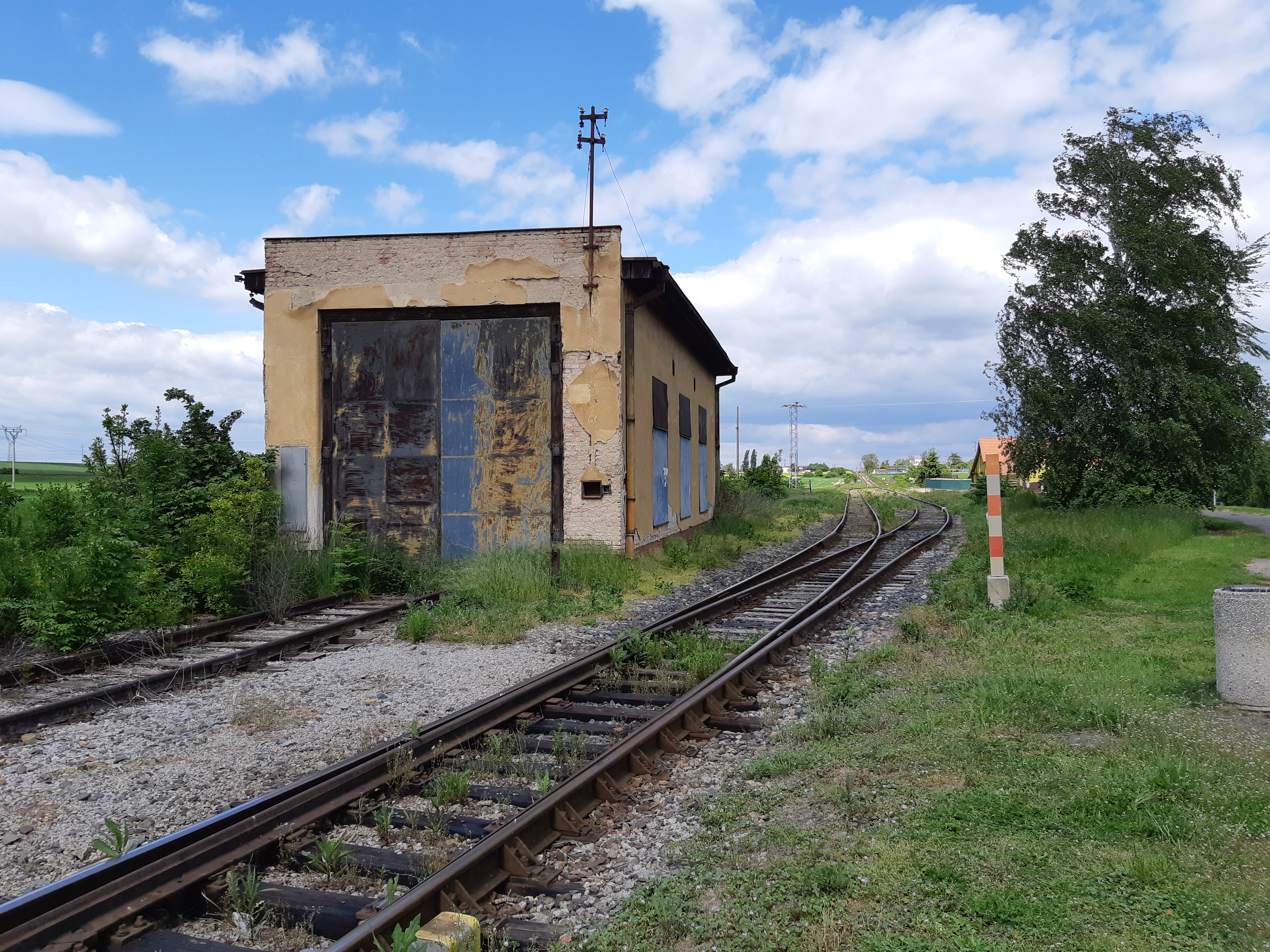
Depo a nákladiště, pohled směrem na Čelákovice
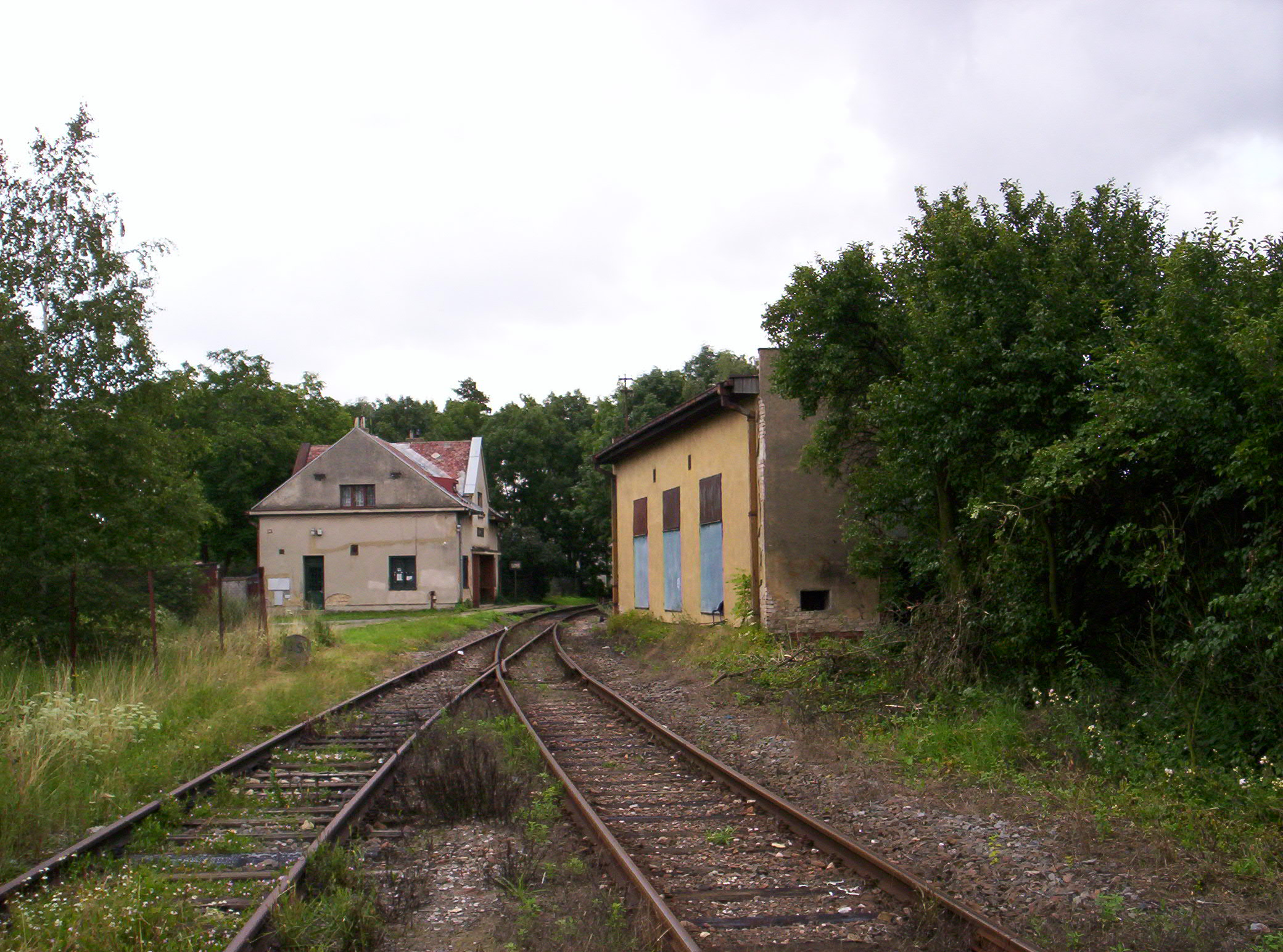
Pohled na budovu zastávky a depo směrem od Čelákovic v roce 2005
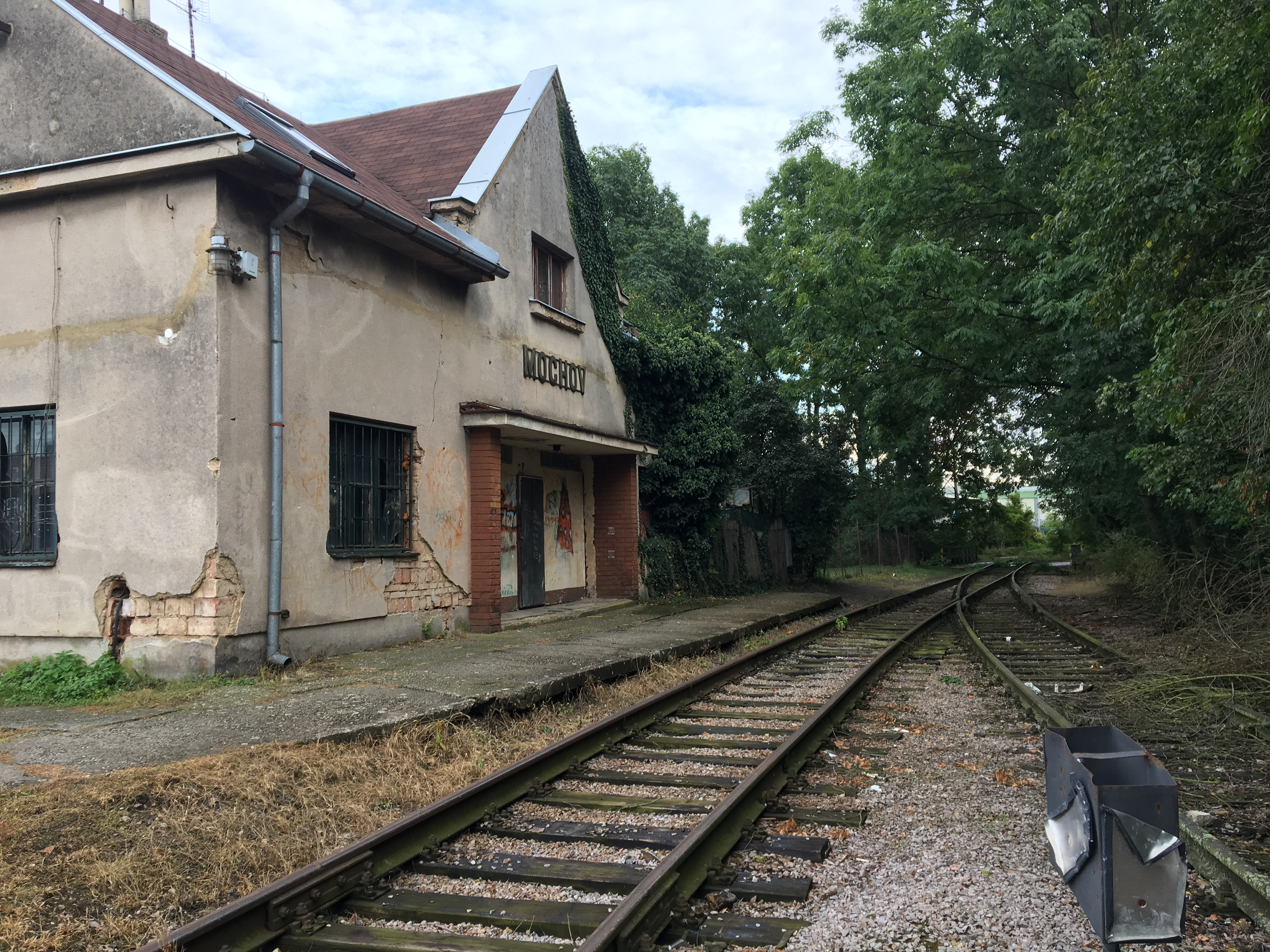
Pohled na budovu zastávky a nástupiště směrem od Čelákovic v roce 2017
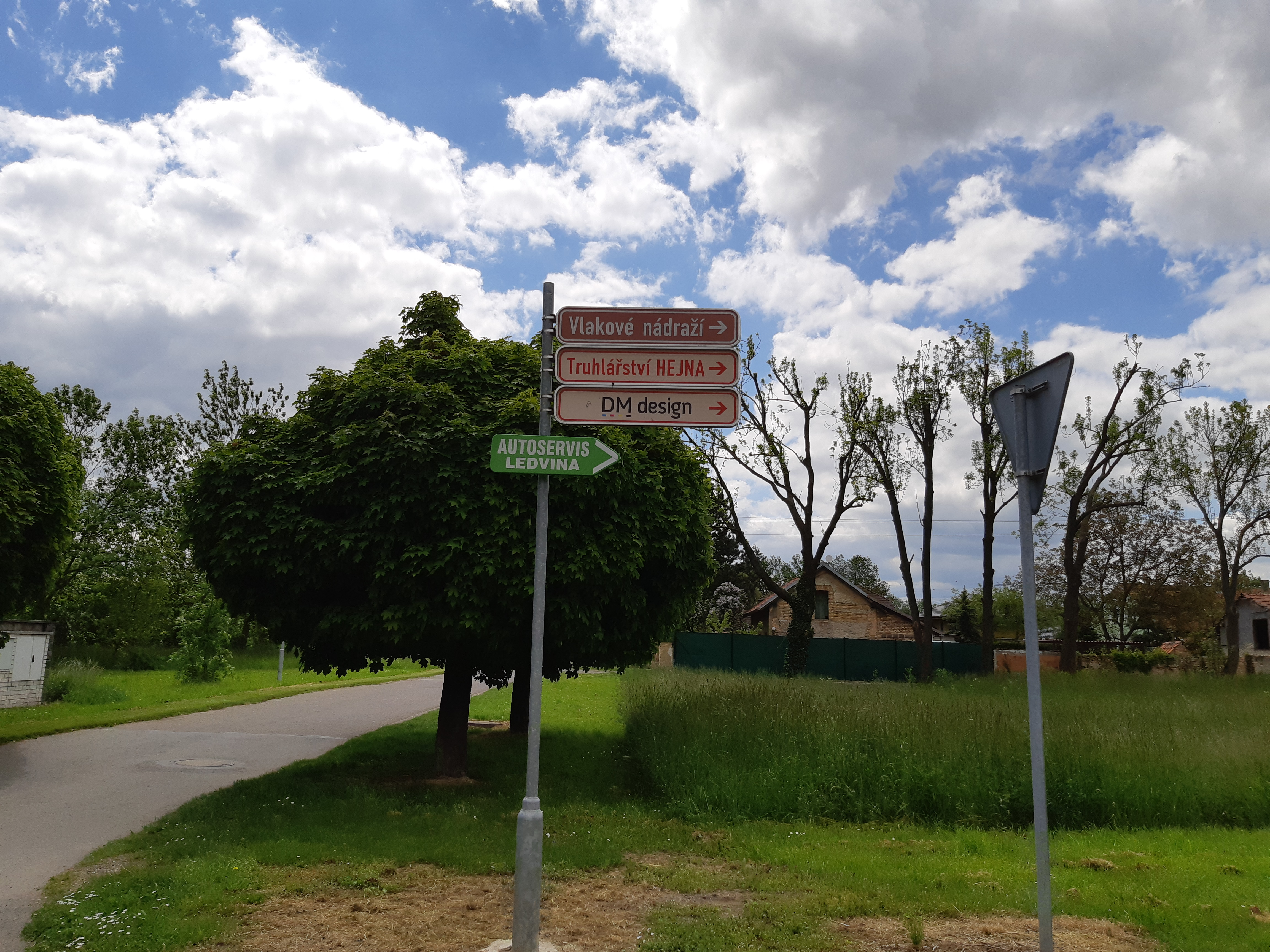
Směrový ukazatel s nápisem „Vlakové nádraží“ v obci Mochov
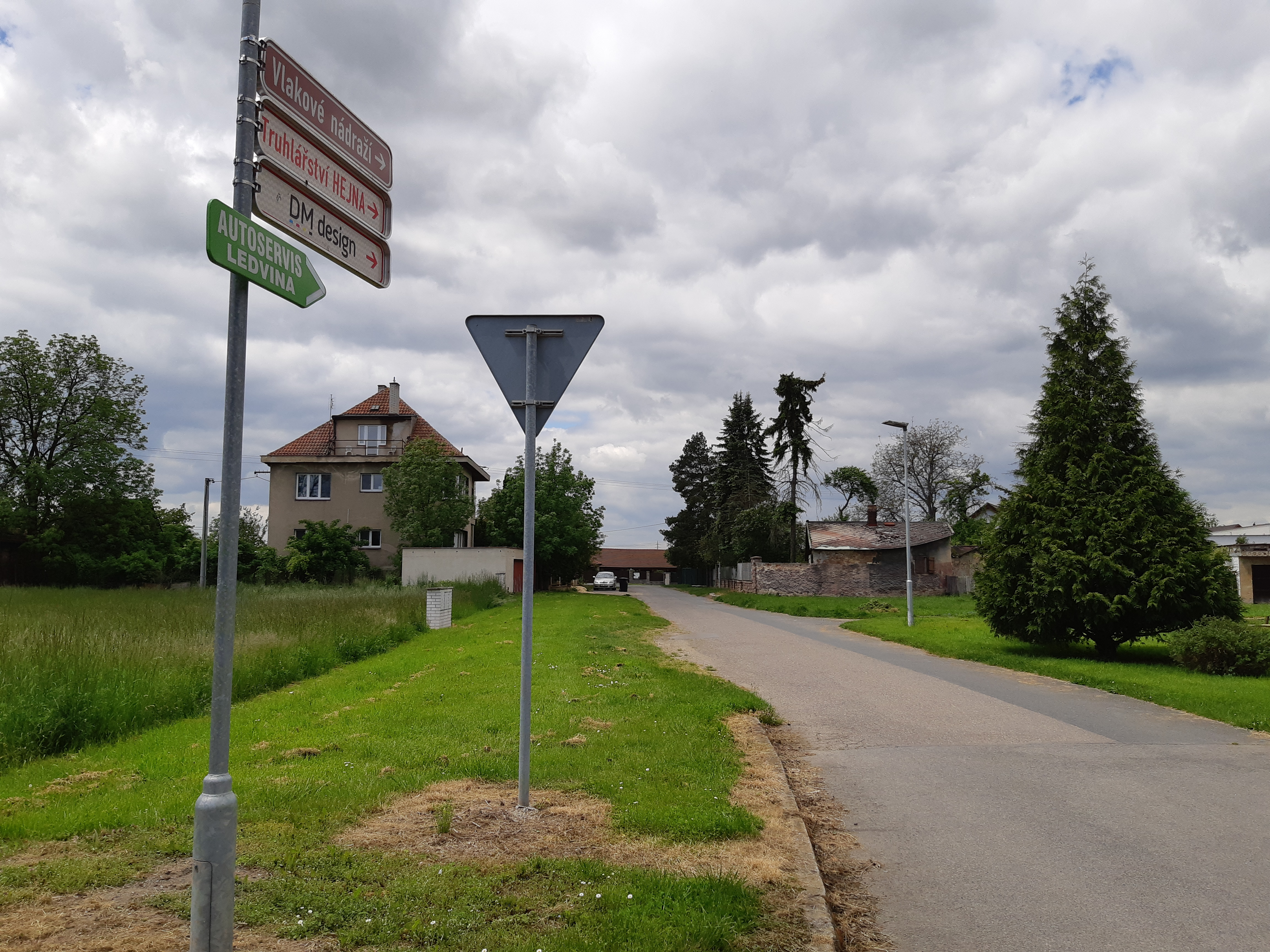
Směrový ukazatel s nápisem „Vlakové nádraží“; pohled směrem, jakým cedule ukazuje